# Wiederstedt

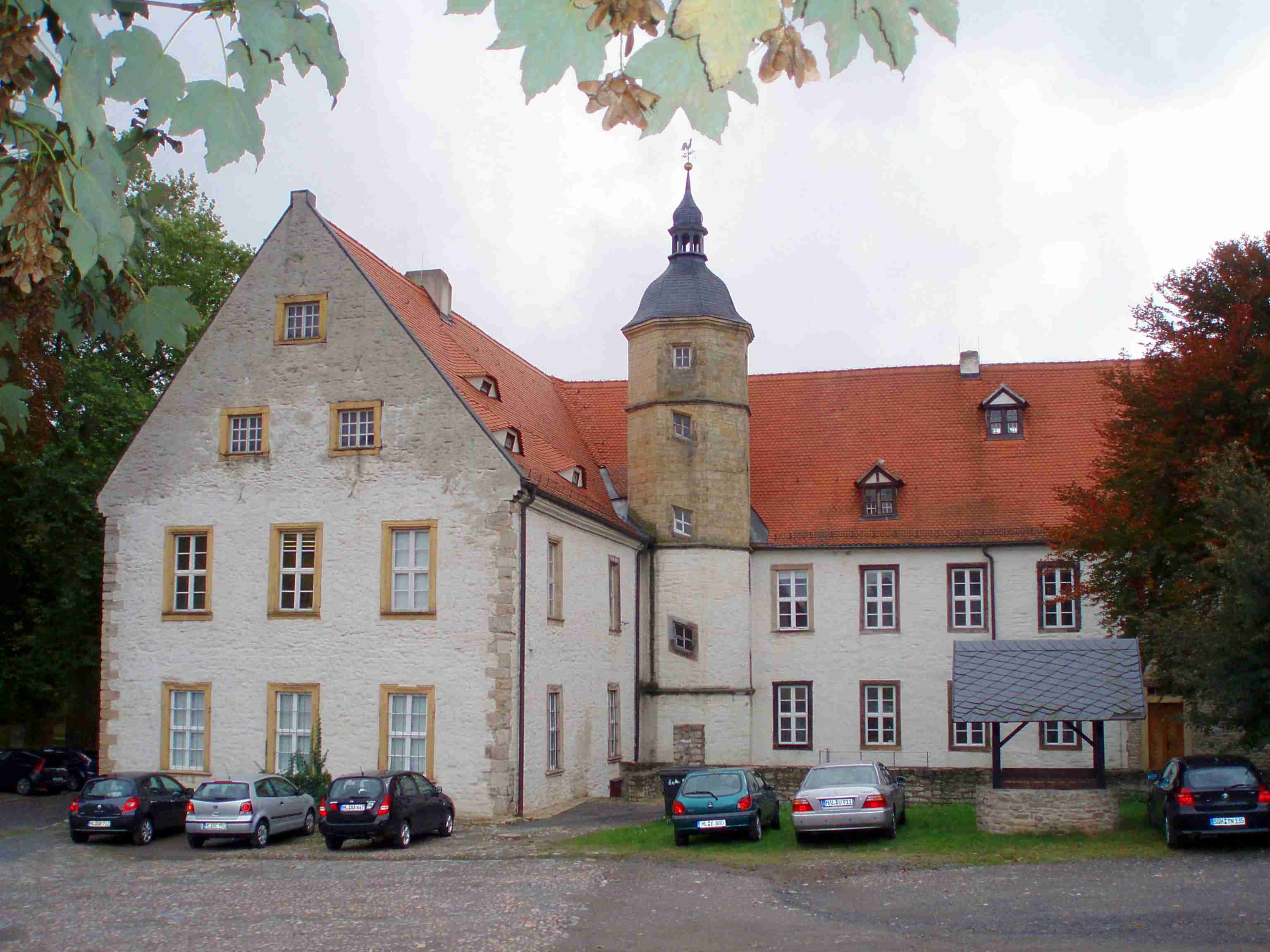
Schloss Oberwiederstedt

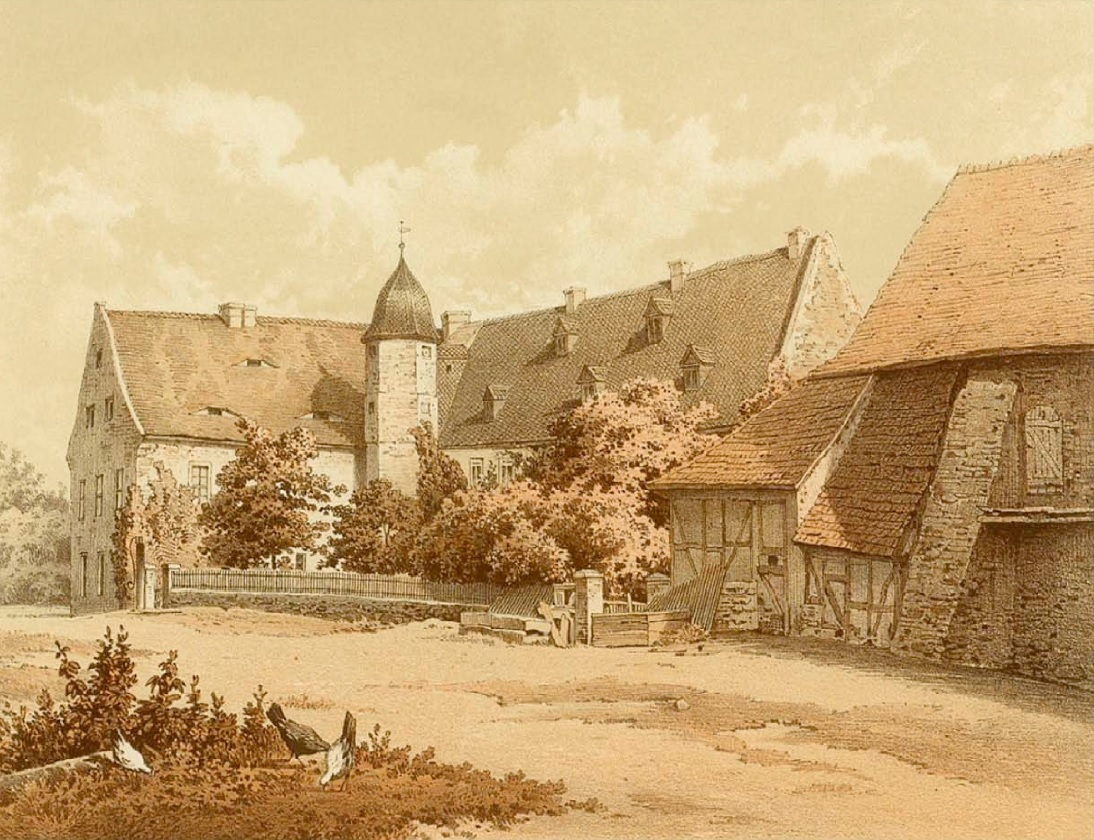
Rittergut Ober-Wiederstedt, Sammlung Alexander Duncker

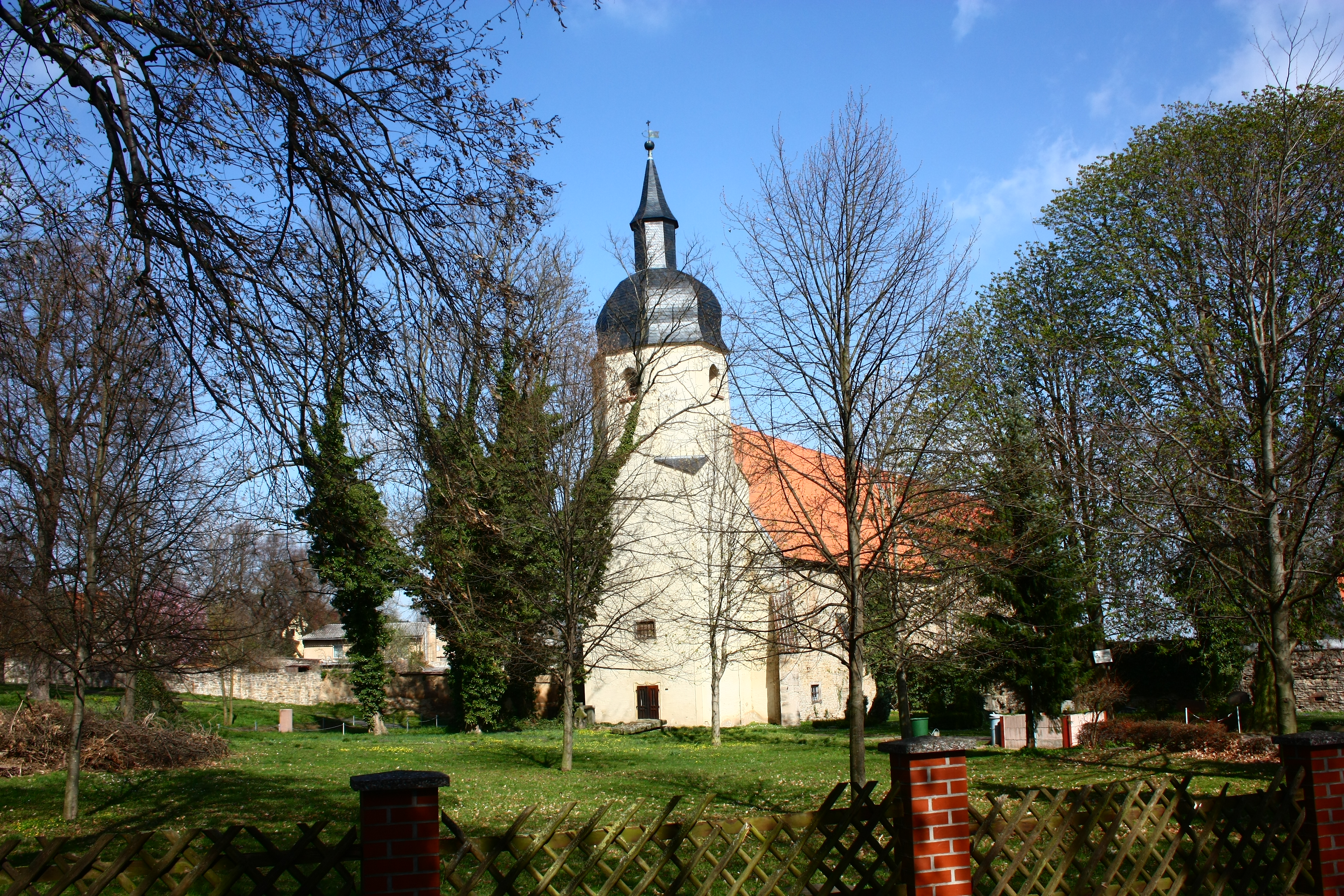
Kirche in Wiederstedt

Wiederstedt ist ein Ortsteil der Stadt Arnstein im Landkreis Mansfeld-Südharz in Sachsen-Anhalt. Bis zur Eingemeindung am 1. September 2010 wurde der Ort von Arnstein mitverwaltet.

## Geografie
Wiederstedt liegt am östlichen Rand des Harzes, etwa 3 Kilometer nordöstlich von Hettstedt, an der Mündung der Walbke in die Wipper. Der Ort besteht aus den zusammengewachsenen Dörfern Unter- und Oberwiederstedt.

## Geschichte

### Neolithikum
Das Gebiet des heutigen Wiederstedt war bereits im Neolithikum durch Menschen der Linearbandkeramischen Kultur besiedelt. Beleg hierfür sind diverse Keramikfunde sowie insbesondere das Massengrab von Wiederstedt. Es wurde 1998 bei den Vorbereitungen zur Erweiterung des Feuerwehrhauses entdeckt und ist rund 7000 Jahre alt.

### Mittelalter
- 948 wurde die Gemeinde erstmals in einer Urkunde Ottos I. erwähnt.[4]
- 1264 schenkten die Herren zu Friedeburg dem Nonnenkloster zu Wiederstedt drei Hufen in Neustede (Wüstung Nienstedt).
- 1296 stritten sich die Bürger von Nienstet heftig mit dem Kloster zu Wiederstedt um den Zehnten.
- Neben Unter- und Oberwiederstedt lag im Mittelalter noch das heute wüste Lütgen-Wiederstedt.

### Reformationszeit, Neuzeit, Moderne
Bis zur Reformation war Wiederstedt Sitz eines Archidiakonates des Bistums Halberstadt.
Kloster, Amt und Dorf Wiederstedt wurden am 13. April 1561 von den Grafen von Mansfeld an Jacob von Blanckenburg für die Summe von 14.000 Goldtalern verpfändet. Über dessen Nichte gelangte das Gut zu Beginn des 17. Jahrhunderts an die Familie von Hardenberg.
Am 1. Juli 1950 wurden die Gemeinden Unterwiederstedt und Oberwiederstedt zur Gemeinde Wiederstedt zusammengeschlossen.

## Politik

### Bürgermeister
Die aktuelle Ortsbürgermeisterin von Wiederstedt ist Anja Lieding. Als Stellvertreter handelt Gerald Gebhard. Beide sind ebenfalls als Ordentliche Mitglieder im Ortschaftsrat tätig.

### Ortschaftsrat
| Ordentliche Mitglieder             |
| ---------------------------------- |
| Anja Lieding (Ortsbürgermeisterin) |
| Gerald Gebhard (Stellvertreter)    |
| Andrea Bethmann                    |
| Harald Detto                       |
| Marget Hebecker                    |
| Sven Reise                         |

## Kultur und Sehenswürdigkeiten
In Wiederstedt steht als Geburtshaus von Novalis, das Schloss Oberwiederstedt mit Novalis-Museum und Forschungsstätte für Frühromantik. Die Taufkirche von Novalis ist St. Marien (Oberwiederstedt), mit angrenzendem Klosterschiff eines ehemaligen Dominikanerinnenklosters aus dem frühen 13. Jahrhundert.

## Wirtschaft und Infrastruktur

### Verkehr
Zur Bundesstraße 180, die Eisleben und Aschersleben verbindet, sind es in südlicher Richtung ca. 2 km. Die nächsten Bahnhöfe befinden sich in Hettstedt und Sandersleben. Durch den Ort geht die Landesstraße 152.

## Persönlichkeiten

### Söhne und Töchter der Gemeinde
- Friedrich August von Hardenberg (1700–1768), Politiker, Staatsmann und Minister
- Heinrich Ulrich Erasmus von Hardenberg (1738–1814), Salinendirektor
- Georg Philipp Friedrich von Hardenberg (1772–1801), genannt Novalis, Dichter der Frühromantik
- Carl von Hardenberg (1776–1813), Beamter und Dichter, Amtshauptmann des Kreises in Tennstedt
- Sophie von Hardenberg (1821–1898), Novalis-Forscherin
- Hans von Hardenberg (1824–1887), Landrat des Mansfelder Gebirgskreises und Regierungsvizepräsident

### Persönlichkeiten, die vor Ort wirken oder gewirkt haben
- Johann Christoph Meinecke (1722–1790), evangelischer Pfarrer zu Oberwiederstedt 1751–1790
- Georg Anton von Hardenberg (1780–1825), Landrat des Mansfelder Gebirgskreises
- Richard Schröder (* 1943), evangelischer Pfarrer zu Wiederstedt 1973–1977
- Gabriele Rommel (* 1953), Leiterin der Novalis-Forschungsstätte
- Gerald Wahrlich (Bestatter) (1951–2021),

maßgeblich an der Rettung des Novalis-Schlosses in Wiederstedt Ende der 80er Jahre beteiligt.
1987 gründete er mit weiteren Mitstreitern eine Interessengemeinschaft, um den geplanten Abriss des historischen Gebäudes zu verhindern. Mit Erfolg: Nachdem die Mitglieder das Schloss saniert hatten, konnte im Mai 1989 die Gedenkstätte für den Schriftsteller und Naturwissenschaftler Novalis bei einer Eröffnungsfeier präsentiert werden.